# Stepanivka (Ocna), Bârzula
Stefanovca (în ucraineană Степанівка, transliterat: Stepanivka) este un sat în comuna Ocna din raionul Bârzula, regiunea Odesa, Ucraina.

## Demografie
Componența lingvistică a localității Stefanovca
     Ucraineană (80,25%)
     Română (15,67%)
     Rusă (4,08%)
Conform recensământului din 2001, majoritatea populației localității Stefanovca era vorbitoare de ucraineană (80,25%), existând în minoritate și vorbitori de română (15,67%) și rusă (4,08%).

## Vezi și
- Românii de la est de Nistru